# Phaya Thai
Phaya Thai (thailändisch พญาไท) ist einer der 50 Khet (Bezirke) in Bangkok, der Hauptstadt von Thailand. Phaya Thai ist ein nördlicher Innenstadt-Distrikt beiderseits der Thanon Phahonyothin (Phahonyothin-Straße)
Phaya Thai heißt auch eine der größeren Zufahrtsstraßen in Bangkok (Thanon Phaya Thai) sowie eine Station des Bangkok Skytrain (Sathani Phaya Thai), beide befinden sich jedoch heute im benachbarten Bezirk Ratchathewi.

## Geographie
Phaya Thai wird im Norden begrenzt vom Khlong Bang Sue, im Osten von der Vibhavadi-Rangsit-Straße (bzw. der oberhalb davon verlaufenden Hochstraße Don Mueang Tollway), im Süden vom Khlong Sam Sen und im Westen von der Eisenbahnlinie, die vom Hauptbahnhof Hua Lamphong über den Bahnhof von Bang Sue nach ganz Thailand führt.
Die benachbarten Bezirke sind im Uhrzeigersinn von Norden aus: Chatuchak, Din Daeng, Ratchathewi und Dusit.

## Geschichte
Der Bezirk Phaya Thai wurde 1966 geschaffen, wobei man Teile von Dusit und Bang Kapi vereinigte. Der Bezirk ist nach der Phaya Thai Road benannt. Seitdem hat der Bezirk viele Veränderungen erfahren. 1973 wurde der Bezirk Huai Khwang von Phaya Thai abgespalten. 1978 wurden die Grenzen zwischen Huai Khwang, Phaya Thai und Bang Kapi angepasst, um eine gleichmäßige Bevölkerungsverteilung zu erhalten.
1989 wurde der Bezirk Ratchathewi geschaffen, der aus dem südlichen Gebiet des alten Phaya Thai-Bezirks gebildet wurde.
Schließlich musste Phaya Thai die östlichen Unterbezirke an den neu geschaffenen Bezirk Din Daeng abgeben, so dass heute nur ein Unterbezirk, Sam Sen Nai, übrig geblieben ist.
Durch die verschiedenen Veränderungen liegen heute der Phaya-Thai-Palast, der Campus Phaya Thai der Mahidol-Universität und die Skytrain-Station Phaya Thai im Bezirk Ratchathewi, die Thanon Phaya Thai teils in Ratchathewi, teils in Pathum Wan, aber nicht im eigentlichen Bezirk Phaya Thai.

## Sehenswürdigkeiten

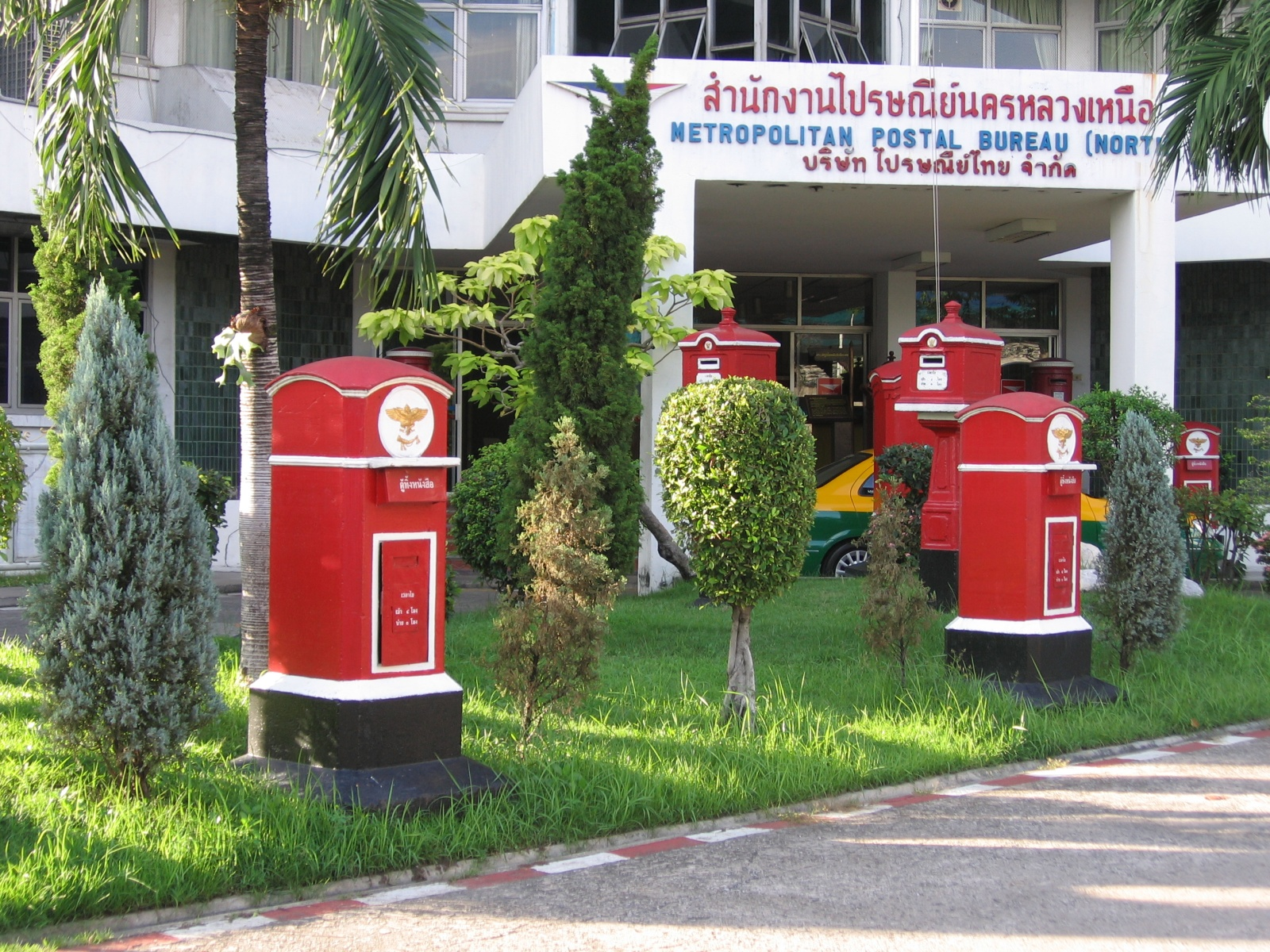
Alte thailändische Briefkästen vor dem Philatelic Museum

Ein Großteil des östlichen Teils von Phaya Thai gehört dem thailändischen Heer. Unter anderem sind hier mehrere Infanteriebataillone der Leibgarde des Königs stationiert. Daneben befindet sich hier das Sportstadion und der Radio- und Fernsehsender (Thai TV5 sowie Thai Global Network) des Heeres, sowie der Royal Thai Army Club.
Zahlreiche Gebäude der Regierung sind in Phaya Thai zu finden:
- Government Savings Bank (ธนาคารออมสิน)
- das Finanzministerium
- das Ministerium für Bodenschätze und Umwelt
- der Thailand Research Fund

Das Philatelistische Museum nach umfangreicher Renovierung wieder geöffnet. Es befindet sich hinter dem Postamt Samsen Nai bei der Saphan Kwai (สะพานควาย „Büffel-Brücke“).
Die Wohngebiete konzentrieren sich eher in der Region Saphan Kwai mit vielen Läden, Wohnhäusern und einem Big C-Einkaufszentrum.
Der einzige buddhistische Tempel (Wat) des Bezirks ist der Wat Phai Tan (วัดไผ่ตัน).

## Verkehr

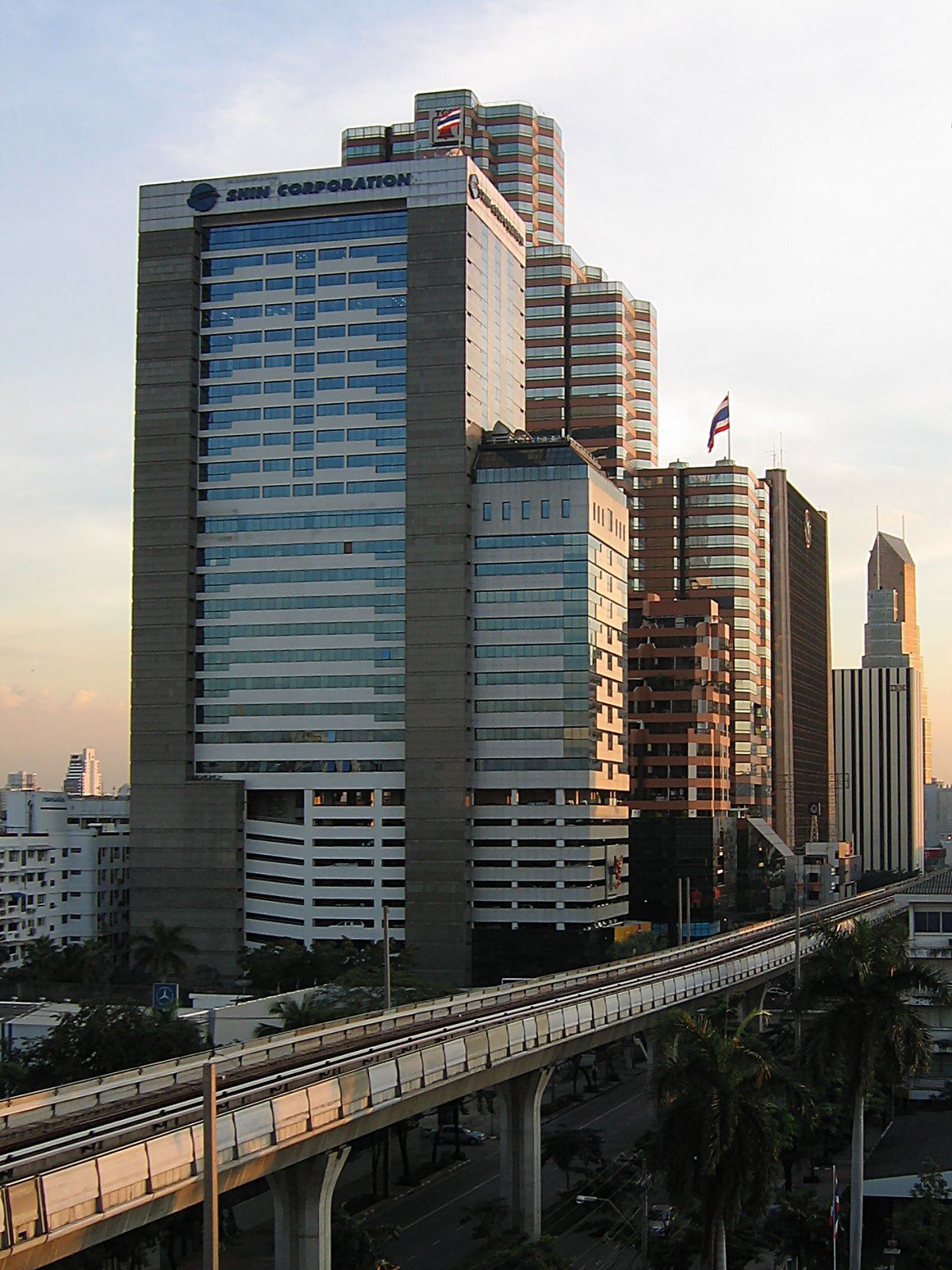
BTS-Linie entlang der Thanon Phahonyothin

Im Bezirk Phaya Thai liegen drei Stationen des Bangkok Skytrain: Sanam Pao, Ari und Saphan Kwai. Die Station Bang Sue der Bangkok Metro liegt im äußersten Nordwesten des Distrikts.
Hauptverkehrsader des Bezirks ist die Thanon Phahonyothin (oberhalb derer auch die Skytrain-Linie verläuft). An den Rändern von Phaya Thai verlaufen die mautpflichtige Stadtautobahn Sirat-Expressway und die ebenfalls kostenpflichtige Uttaraphimuk-Hochstraße („Don Mueang Tollway“).

## Sport
Im Osten des Bezirks, an der Vibhavadi-Rangsit-Straße, befindet sich das Sportstadion des thailändischen Heeres, in dem der Erstliga-Fußballverein Army United seine Heimspiele austrägt.

## Verwaltung
Der Bezirk hat nur einen Unterbezirk (Khwaeng):
| Nr. | Name        | Thai     | Einw.  |
| --- | ----------- | -------- | ------ |
| 1.  | Sam Sen Nai | สามเสนใน | 72.495 |